# Championnat de France amateurs de football 1950-1951
Navigation
Division Nationale 1949-1950 Division Nationale 1951-1952
Le championnat de France amateur de football 1950-1951 est la 13e édition du championnat de France amateur, organisé par la Fédération française de football.
Il s'agit de la 3e édition disputée sous forme de championnat annuel, appelé Division Nationale, qui constitue alors le premier niveau de la hiérarchie du football français amateur.
La compétition est remportée par l'UA Sedan-Torcy.

## Groupe Nord
Le groupe Nord est remporté par l'UA Sedan-Torcy. Les quatre derniers du groupe sont relégués dans les championnats des Ligues régionales.
| Rang | Équipe                  | Pts | J  | G  | N | P  | Bp | Bc | GA    |
| ---- | ----------------------- | --- | -- | -- | - | -- | -- | -- | ----- |
| 1    | UA Sedan-Torcy          | 34  | 22 | 15 | 4 | 3  | 53 | 22 | 2,409 |
| 2    | SM Caen                 | 27  | 22 | 11 | 5 | 6  | 44 | 29 | 1,517 |
| 3    | VGA Saint-Maur          | 25  | 22 | 9  | 7 | 6  | 41 | 53 | 0,774 |
| 4    | USO Bruay-en-Artois     | 24  | 22 | 9  | 6 | 7  | 67 | 44 | 1,523 |
| 5    | ASSB Oignies            | 23  | 22 | 8  | 7 | 7  | 30 | 33 | 0,909 |
| 6    | Stade béthunois FC      | 22  | 22 | 7  | 8 | 7  | 24 | 28 | 0,857 |
| 7    | US Quevilly             | 21  | 22 | 9  | 3 | 10 | 40 | 51 | 0,784 |
| 8    | CA Montreuil            | 20  | 22 | 8  | 4 | 10 | 30 | 41 | 0,732 |
| 9    | US Auchel               | 20  | 22 | 8  | 4 | 10 | 38 | 39 | 0,974 |
| 10   | Olympique Saint-Quentin | 17  | 22 | 5  | 7 | 10 | 40 | 34 | 1,176 |
| 11   | ES Bully-les-Mines      | 17  | 22 | 6  | 5 | 11 | 24 | 41 | 0,585 |
| 12   | RC Paris                | 14  | 22 | 4  | 6 | 12 | 21 | 37 | 0,568 |

## Groupe Ouest
Le groupe Ouest est remporté par le Stade quimpérois. Les quatre derniers du groupe sont relégués dans les championnats des Ligues régionales.
| Rang | Équipe                | Pts | J  | G  | N | P  | Bp | Bc | GA    |
| ---- | --------------------- | --- | -- | -- | - | -- | -- | -- | ----- |
| 1    | Stade quimpérois      | 34  | 22 | 15 | 4 | 3  | 45 | 15 | 3     |
| 2    | Chamois niortais FC   | 29  | 22 | 13 | 3 | 6  | 40 | 28 | 1,429 |
| 3    | AS Orléans            | 26  | 22 | 11 | 4 | 7  | 57 | 32 | 1,781 |
| 4    | Stade rennais UC      | 25  | 22 | 10 | 5 | 7  | 40 | 35 | 1,143 |
| 5    | US Saint-Malo         | 25  | 22 | 11 | 3 | 8  | 45 | 46 | 0,978 |
| 6    | Girondins de Bordeaux | 23  | 22 | 9  | 5 | 8  | 40 | 31 | 1,29  |
| 7    | LB Châteauroux        | 23  | 22 | 10 | 3 | 9  | 35 | 31 | 1,129 |
| 8    | Stade bordelais       | 21  | 22 | 8  | 5 | 9  | 34 | 40 | 0,85  |
| 9    | FC Lorient            | 20  | 22 | 7  | 6 | 9  | 45 | 59 | 0,763 |
| 10   | SO Châtellerault      | 18  | 22 | 6  | 6 | 10 | 39 | 47 | 0,83  |
| 11   | Limoges FC            | 11  | 22 | 2  | 7 | 13 | 23 | 47 | 0,489 |
| 12   | AS Angoulême          | 9   | 22 | 2  | 5 | 15 | 24 | 56 | 0,429 |

## Groupe Sud
Le groupe Sud est remporté par le SC Draguignan. Les quatre derniers du groupe sont relégués dans les championnats des Ligues régionales.
| Rang | Équipe                     | Pts | J  | G  | N | P  | Bp | Bc | GA    |
| ---- | -------------------------- | --- | -- | -- | - | -- | -- | -- | ----- |
| 1    | SC Draguignan              | 29  | 22 | 11 | 7 | 4  | 42 | 22 | 1,909 |
| 2    | Hyères FC                  | 25  | 21 | 11 | 3 | 7  | 45 | 22 | 2,045 |
| 3    | CO Roche-la-Moliere        | 27  | 22 | 10 | 7 | 5  | 40 | 30 | 1,333 |
| 4    | AS Roanne                  | 26  | 22 | 11 | 4 | 7  | 43 | 34 | 1,265 |
| 5    | FC Annecy                  | 25  | 22 | 12 | 1 | 9  | 50 | 34 | 1,471 |
| 6    | FC Scionzier               | 23  | 22 | 8  | 7 | 7  | 38 | 37 | 1,027 |
| 7    | FC Saint-Gaudens           | 21  | 20 | 8  | 5 | 7  | 43 | 35 | 1,229 |
| 8    | SC Bordeaux-La Bastidienne | 21  | 22 | 8  | 5 | 9  | 34 | 40 | 0,85  |
| 9    | RC Vichy                   | 20  | 22 | 10 | 0 | 12 | 51 | 50 | 1,02  |
| 10   | SO Mazamet                 | 17  | 20 | 6  | 5 | 9  | 36 | 48 | 0,75  |
| 11   | Stade raphaëlois           | 16  | 21 | 6  | 4 | 11 | 35 | 45 | 0,778 |
| 12   | EDS Montluçon              | 8   | 22 | 3  | 2 | 17 | 22 | 82 | 0,268 |

## Groupe Est
Le groupe Est est remporté par l'ES Piennes. Les quatre derniers du groupe sont relégués dans les championnats des Ligues régionales.
| Rang | Équipe             | Pts | J  | G  | N | P  | Bp | Bc | GA    |
| ---- | ------------------ | --- | -- | -- | - | -- | -- | -- | ----- |
| 1    | ES Piennes         | 35  | 22 | 17 | 1 | 4  | 60 | 21 | 2,857 |
| 2    | SA Épinal          | 34  | 22 | 16 | 2 | 4  | 65 | 29 | 2,241 |
| 3    | RS Petite Rosselle | 27  | 22 | 12 | 3 | 7  | 50 | 33 | 1,515 |
| 4    | CS Le Thillot      | 24  | 22 | 11 | 2 | 9  | 53 | 39 | 1,359 |
| 5    | AS Saint-Dizier    | 23  | 22 | 9  | 5 | 8  | 49 | 45 | 1,089 |
| 6    | FC Gueugnon        | 23  | 22 | 10 | 3 | 9  | 32 | 31 | 1,032 |
| 7    | FC Mulhouse        | 23  | 22 | 9  | 5 | 8  | 35 | 43 | 0,814 |
| 8    | SO Merlebach       | 22  | 22 | 9  | 4 | 9  | 45 | 38 | 1,184 |
| 9    | PS Besançon        | 18  | 22 | 8  | 2 | 12 | 32 | 51 | 0,627 |
| 10   | AS Beaune          | 14  | 22 | 4  | 6 | 12 | 38 | 60 | 0,633 |
| 11   | US Blanzy-Montceau | 11  | 22 | 4  | 3 | 15 | 23 | 56 | 0,411 |
| 12   | FC La Walck        | 10  | 22 | 3  | 4 | 15 | 30 | 66 | 0,455 |

## Phase finale
La phase finale oppose les vainqueurs de chaque groupe sous forme d'une poule unique.
| Rang | Équipe           | Pts | J | G | N | P | Bp | Bc | GA    |  | Résultats (▼ dom., ► ext.) | UAST | SCD | ESP | SQ  |
| ---- | ---------------- | --- | - | - | - | - | -- | -- | ----- |  | -------------------------- | ---- | --- | --- | --- |
| 1    | UA Sedan-Torcy   | 9   | 6 | 3 | 3 | 0 | 16 | 4  | 4     |  | UA Sedan-Torcy             |      | 1-1 | 2-0 | 8-0 |
| 2    | SC Draguignan    | 8   | 6 | 3 | 2 | 1 | 12 | 10 | 1,2   |  | SC Draguignan              | 1-3  |     | 5-3 | 2-1 |
| 3    | ES Piennes       | 4   | 6 | 1 | 2 | 3 | 8  | 12 | 0,667 |  | ES Piennes                 | 1-1  | 1-2 |     | 1-1 |
| 4    | Stade quimpérois | 3   | 6 | 0 | 3 | 3 | 5  | 15 | 0,333 |  | Stade quimpérois           | 1-1  | 1-1 | 1-2 |     |